# SpaceX Crew-4
SpaceX Crew-4 was de vierde reguliere vlucht onder NASA’s Commercial Crew-programma waarmee SpaceX vier ruimtevaarders naar en van het ISS heeft vervoerd. Het was de vijfde reguliere Crew Dragon-vlucht naar het ISS. De vlucht droeg de contractuele, juridische naam, PCM-4 (Post Certification Mission 4). De vlucht heeft zo’n zes maanden geduurd waarbij gebruik werd gemaakt  van een nieuwe Dragon 2 genaamd Freedom, de vierde en waarschijnlijk laatste in de vloot.

## Lancering
Aanvankelijk zou de lancering op 23 april plaatsvinden maar toen was er nog geen poort vrij bij het ISS omdat Crew Dragon-vlucht AX-1 pas op 25 april vertrok van het ISS, vanwege slecht weer op de landingslocaties. De lancering vond plaats op 27 april 2022. 

## Landing
De bemanning van Crew-4 verbleef in totaal 170 dagen in het ISS en keerde op 14 oktober 2022 terug naar Aarde. De landing vond plaats in zee in de omgeving van Jacksonville (Florida). Tijdens hun verblijf in het ruimtestation werden meer dan 200 wetenschappelijke experimenten uitgevoerd.

## Bemanning
| Positie          | Ruimtevaarder                               |
| ---------------- | ------------------------------------------- |
| Gezagvoerder     | Kjell Lindgren, NASA 2e ruimtevlucht        |
| Piloot           | Robert Hines, NASA 1e ruimtevlucht          |
| Missiespecialist | Samantha Cristoforetti, ESA 2e ruimtevlucht |
| Missiespecialist | Jessica Watkins, NASA 1e ruimtevlucht       |

## Trivia
- Crew 4 was de 150e lancering van een Falcon 9.